# Summer McIntosh
Summer McIntosh (ur. 18 sierpnia 2006 w Toronto) – kanadyjska pływaczka, trzykrotna mistrzyni olimpijska, czterokrotna mistrzyni świata na długim basenie i rekordzistka globu.

## Kariera
W lipcu 2021 roku na igrzyskach olimpijskich w Tokio na dystansie 400 m stylem dowolnym zajęła czwarte miejsce i czasem 4:02,42 ustanowiła nowy rekord Kanady. Czwarta była również, płynąc w sztafecie kraulowej 4 × 200 m. W konkurencji 200 m stylem dowolnym uplasowała się na dziewiątej pozycji (1:56,82), a na dystansie 800 m stylem dowolnym zajęła 11. miejsce (8:25,04). 
Kilka miesięcy później podczas mistrzostw świata na krótkim basenie w Abu Zabi zdobyła złoto w sztafecie 4 × 200 m stylem dowolnym. Na dystansie 400 m stylem dowolnym była druga. Płynęła także w wyścigu eliminacyjnym 4 × 100 m stylem zmiennym i zdobyła srebrny medal, kiedy Kanadyjki zajęły w finale drugie miejsce.
Na mistrzostwach świata w Budapeszcie w 2022 roku zwyciężyła w konkurencji 200 m stylem motylkowym i czasem 2:05,20 poprawiła własny rekord świata juniorek, który ustanowiła dzień wcześniej w półfinale. Złoty medal wywalczyła również na 400 m stylem zmiennym, gdzie również pobiła rekord świata juniorek (4:32,04). Jako najmłodsza zawodniczka (i czwarta kobieta) w historii przepłynęła dystans 400 m stylem dowolnym poniżej 4 minut (3:59,39), zdobywając jednocześnie srebro. McIntosh wywalczyła także brązowy medal w sztafecie 4 × 200 m stylem dowolnym i płynąc na pierwszej zmianie ustanowiła nowy rekord świata juniorek (1:54,79).